# Allantodia griffithii
Allantodia griffithii là một loài thực vật có mạch trong họ Woodsiaceae. Loài này được (T. Moore) Ching miêu tả khoa học đầu tiên năm 1964.